# Лавени

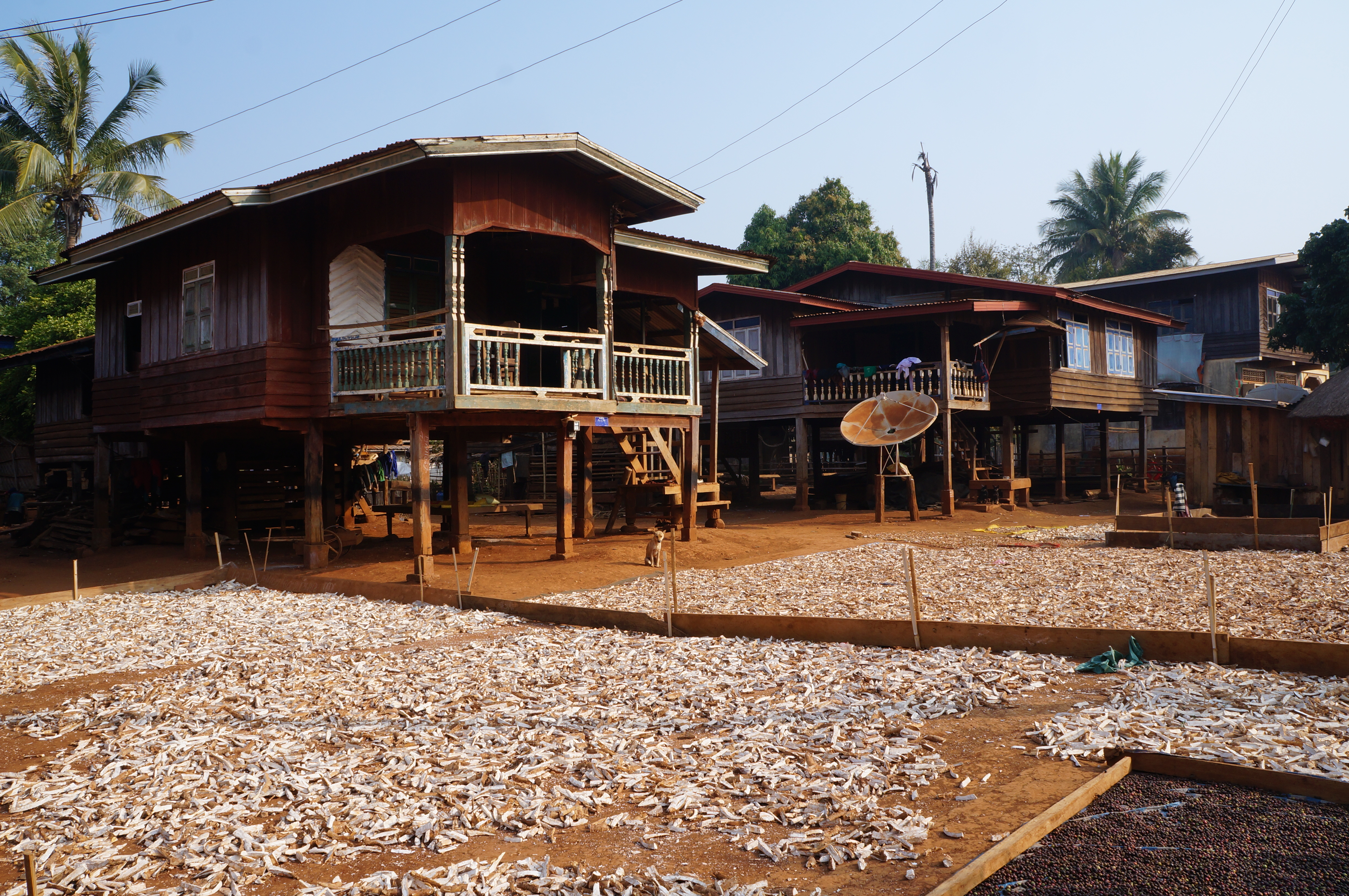
Село на плато Болавен.

Лавени (лавен, ловен, боловен, джру, суй, власна назва — джуру) — народ на півдні Лаосу (плато Болавен), належить до числа гірських кхмерів. Уряд Лаосу зараховує їх до числа лаотенг, народів, що проживають на гірських схилах на висотах від 700 до 1000 м.
Лавени найбільше з усіх національних меншин південного Лаосу контактували з лаосцями й зазнали сильного культурного впливу з їх боку. Вони також мали контакти з французами під час їхнього колоніального правління в Індокитаї, коли ті заснували величезні плантації на плато Болавен.

## Розселення, чисельність, мова
Плато Болавен розташоване на висоті в середньому 1000 метрів над рівнем моря. Область розташована на шляху південно-західного мусону й отримує понад 4000 мм опадів на рік, більше, ніж будь-який інший регіон в Лаосі. Родючі ґрунти та вологий і певною мірою прохолодний клімат сприяють вирощуванню тут різних рослин, які не ростуть в інших частинах країни.
Живуть переважно в районах Паксонг на північному сході провінції Тямпасак та Тхатенг на заході провінції Секонг, але значна їх кількьсть є також на півдні провінції Салаван та на півночі провінції Аттапи.
Чисельність лавенів (джру, Yrou), за даними перепису населення 2015 року, становила 56 411 осіб.
Говорять лавенською мовою, що належить до західно-банарської групи австроазійських мов. Поширена також лаоська мова.

## Історія
За народними переказами, предки лавенів мігрували на плато Болавен з району В'єнтьяну приблизно у V ст. після Р. Х. У добу середньовіччя зазнали культурного впливу з боку Кхмерської імперії. З XVII ст. посилились контакти з лаосцями.

## Господарство
Традиційна економіка лавенів зосереджена на культивуванні рису, вирощують також кукурудзу, перець та інші овочі, ямс, картоплю, каву, кардамон, корицю, тютюн, коноплі.
Коли Лаос був частиною Французького Індокитаю, французи заснували на плато Боловен багато плантацій товарних культур: кави, бавовнику, тютюну тощо. Вирощують як вологий рис, так і суходільний; останній у високогірних районах з використанням підсічної системи землеробства. Французи завезли в Лаос і картопля. Багато лавенів працювало на французьких плантаціях, а після досягнення Лаосом незалежності вони самі продовжували вести плантаційне господарство. Лавени наймають на роботу алаків, таой та представників інших народів півдня країни.
Тваринництво розвинене, але не має такого значення, як землеробство. Мисливство, рибальство, збиральництво відіграють другорядну роль. Лавени славляться своєю майстерністю у виготовленні виробів із дерева та плетінні кошиків.

## Поселення
Лавени живуть як у малих (із 7-10 хат), так і великих (по 30-40 хат) селах, які оточені рисовими полями або величезними плантаціями.
Хати прямокутні у плані, на палях, підлога вистелена із стебел бамбука, а стіни зроблені з бамбукових циновок, дах криють соломою. Заможні сім'ї мають дерев'яні стіни та підлогу, а дах криють гофрованим залізом. До вхідних дверей ведуть бамбукові або дерев'яні сходи. Перед дверима може бути невеличка крита веранда. Житло однокамерне, посеред кімнати розташоване вогнище, сплять на циновках вздовж стіни навпроти вхідних дверей. Іноді до хати прибудовують кухню, до якої можна потрапити через двері з основної кімнати.
Більшість домогосподарств має невеликий садок біля хати. Подвір'я огороджене бамбуковим тином, щоб там могли вільно ходити кури та свині.

## Побут
У традиційному житлі, одязі, їжі лавени мають багато рис, спільних із селянами-лаосцями.
Чоловіки носять шорти й сорочки, а в спекотні дні верхня частина тіла лишається голою. Жінки носять саронг і блузки. Весь одяг купують, зазвичай це продукція лаоських швейних фабрик.

## Суспільство
Сільська громада є основною одиницею лавенського суспільства. Сільський голова вирішує майже всі внутрішні питання й представляє село у стосунках із місцевою владою.
Сім’я мала, переважно патрилокальна, її очолює старший із чоловіків. Відлік спорідненості ведеться за батьківською лінією.
Шлюб влаштовують батьки, але молода пара обов'язково має дати на нього згоду. При вкладанні першого шлюбу наречений не повинен платити викуп за наречену, але, якщо це другий шлюб, встановлюється розмір викупу. Розлучення відбувається за взаємною згодою сторін, діти можуть залишитися з одним із батьків.

## Вірування
У лавенських селах, розташованих поруч із лаоськими, буддизм багато в чому замінив традиційні анімістичні вірування. Проте вони й досі шанують численних духів, а також померлих предків. Вони вважають, що духи предків продовжують діяти в реальному житті й про них слід дбати й годувати їх.